# 我們的故事演唱會
我們的故事演唱會（英語：Yuki Our Stories）是台灣歌手徐懷鈺的個人演唱會，於2023年4月14日在Zepp New Taipei舉辦。

## 背景
滾石唱片於2022年11月9日在新浪微博宣布，與徐懷鈺重新簽訂合約，為雙方闊別二十年再度合作。滾石唱片於2023年2月24日表示徐懷鈺將於同年4月14日舉行演唱會，為徐懷鈺時隔三年的專場演唱會，亦為重返老東家滾石之後的第一個專場演唱會。在演唱會舉行前，徐懷鈺於同年3月2日首次舉辦線上實體同步的見面會「事事如鈺同樂會」，為演唱會開賣催票。滾石唱片在4月12日表示，同名單曲〈我們的故事〉於演唱會同日發行，音樂錄影帶則在4月17日公開。

## 商業表現
此場演唱會於2023年3月3日中午12時開始售票，1600張門票在開售3分鐘內全部售罄。

## 演唱會歌單
1. Ti Amo
2. 亂了
3. Call me
4. 聽說愛情回來過 (原唱：林憶蓮)
5. 友情卡片
6. I can’t cry + 心中的遺憾 + 愛是一道光芒 + Don’t Say Goodbye
7. 誓言 + Dub I Dub + 飛起來
8. 我還是那個我
9. 分飛
10. 我不要
11. 失戀布丁
12. 怪獸
13. 妙妙妙
14. 我是女生
15. 愛像一場重感冒
16. 你還記得嗎
17. 你怎麼捨得我難過 (feat.Bass手 高堯)
18. 我們的故事
19. Na Na Na

## 爭議
徐懷鈺於演唱會結束後飛往中國大陸長沙錄製《乘風2023》，在第一次公演舞台結束後，因在表演中多次瞄旁邊隊友做動作、眼神飄忽而遭指「划水」，其在公布淘汰名單但在最後一個安全名額時，表示自己拖累大家並有一種愧疚感。徐懷鈺亦因此遭網友批評同時段接演多場商演活動以及演唱會，被指不尊重舞台，更被諷刺為「滑水天后」。徐懷鈺的經紀人則表示《我們的故事演唱會》從很早以前就開始籌備，後來《乘風2023》詢問出演意願並敲定時程，才發現時間非常的緊湊，與演唱會之間只剩一天的飛行日，對於節目表現引發議論會進行反思和檢討。事件發生後，徐懷鈺則就面對多方聲援表示：「謝謝大家的祝福與關心，我很好，有你們我會更好，不管你是在哪裡的小怪獸，都可以感受到你們的心意」，而在準備第三次公演舞台時，徐懷鈺仍因在意新聞報導而陷入低潮，團隊隊長陳嘉樺為徐懷鈺打氣說：「就算跳不齊也沒有關係，不齊不會怎麼樣，我也有可能在舞台上有犯錯的時候，可是犯錯就該死嗎？難道我們不值得有再一次的機會嗎？」